# Coppa Italia 2005-2006 (pallavolo maschile)
La Coppa Italia di pallavolo maschile 2005-06 fu la 28ª edizione della manifestazione organizzata dalla Lega Pallavolo Serie A e dalla FIPAV.

## Regolamento e avvenimenti
Come negli anni precedenti, fu organizzata una final-eight con quarti, semifinali e finale, da disputarsi con gare ad eliminazione diretta. Al torneo presero parte le squadre classificate ai primi otto posti al termine del girone d'andata del campionato di 2005-06.
I quarti di finale furono disputati il 25 e il 26 gennaio 2006 a Bassano del Grappa, mentre semifinali e finale si giocarono al PalaGalassi di Forlì il 28 e il 29 gennaio 2006. Nell'ultima gara la BreBanca Lannutti Cuneo s'impose per 3-1 sulla Copra Berni Piacenza di fronte a circa 9.000 spettatori, conquistando per la quarta volta il trofeo. MVP della finale fu nominato Giba.

## Partecipanti
- Sisley Treviso
- BreBanca Lannutti Cuneo
- Lube Banca Marche Macerata
- Copra Berni Piacenza
- Cimone Modena
- Itas Diatec Trentino
- Tonno Callipo Vibo Valentia
- RPA Caffè Maxim Perugia

## Risultati
|  | Quarti di finale | Quarti di finale | Quarti di finale |       |          | Semifinali | Semifinali | Semifinali |  |  | Finali | Finali   | Finali |
|  |                  |                  |                  |       |          |            |            |            |  |  |        |          |        |
|  | 1                | Treviso          | 3                |       |          |            |            |            |  |  |        |          |        |
|  | 8                | Perugia          | 2                |       |          |            |            |            |  |  |        |          |        |
|  | 8                | Perugia          | 2                |       | 1        | Treviso    | 1          |            |  |  |        |          |        |
|  |                  |                  |                  |       | 1        | Treviso    | 1          |            |  |  |        |          |        |
|  |                  | 4                | Piacenza         | 3     |          |            |            |            |  |  |        |          |        |
|  | 4                | 4                | Piacenza         | 3     | Piacenza | 3          |            |            |  |  |        |          |        |
|  | 4                |                  |                  |       | Piacenza | 3          |            |            |  |  |        |          |        |
|  | 5                | Modena           | 2                |       |          |            |            |            |  |  |        |          |        |
|  |                  |                  |                  |       |          |            |            |            |  |  | 4      | Piacenza | 1      |
|  |                  |                  | 2                | Cuneo | 3        |            |            |            |  |  |        |          |        |
|  | 2                | Cuneo            | 3                |       |          |            |            |            |  |  |        |          |        |
|  | 7                | Vibo Valentia    | 0                |       |          |            |            |            |  |  |        |          |        |
|  | 7                | Vibo Valentia    | 0                |       | 2        | Cuneo      | 3          |            |  |  |        |          |        |
|  |                  |                  |                  |       | 2        | Cuneo      | 3          |            |  |  |        |          |        |
|  |                  | 6                | Trento           | 0     |          |            |            |            |  |  |        |          |        |
|  | 3                | 6                | Trento           | 0     | Macerata | 1          |            |            |  |  |        |          |        |
|  | 3                |                  |                  |       | Macerata | 1          |            |            |  |  |        |          |        |
|  | 6                | Trento           | 3                |       |          |            |            |            |  |  |        |          |        |